# Wiszniewicze
Wiszniewicze (biał. Вішнявічы; ros. Вишневичи) – wieś na Białorusi, w obwodzie grodzieńskim, w rejonie wołkowyskim, w sielsowiecie Subacze.
W dwudziestoleciu międzywojennym leżały w Polsce, w województwie białostockim, w powiecie wołkowyskim, do 30 grudnia 1922 w gminie Mścibów, następnie w gminie Szydłowicze.